# Морозовская-Южная
Моро́зовская-Ю́жная — железнодорожная станция Северо-Кавказской железной дороги на линии Куберле — Морозовская. Находится около хутора Морозов на территории Гагаринского сельского поселения в 1 километре от города Морозовск.
Морозовская-Южная возникла как погрузочный путь при строительстве нового Морозовского элеватора (позже вошедшего в состав маслоэкстракционного завода). На станции осуществляются сезонные отгрузки зерновых культур и подсолнечного масла с подъездных путей маслоэкстракционного завода «Волшебный край», входящего в агропромышленную группу Астон. В 2008 году, после расширения маслоэкстракционного завода, от него к станции были подведены дополнительные пути примыкания.
С 1997 года по январь 2017 года станция являлась конечным пунктом на участке железнодорожных путей от станции Морозовская. 
С января 2017 года на линии Черкасская — Морозовская-Южная восстановлено грузовое движение. Грузовые и маневровые работы производятся локомотивами со станции Морозовская.
В советский период на Морозовской-Южной располагалась база консервации паровозов.